# Фиори, Джузеппе
Джузеппе Фиори (итал. Giuseppe Fiori, 27 января 1923 — 27 апреля 2003) — итальянский (сард) писатель и историк, известный своими биографическими исследованиями жизни Антонио Грамши, Микеле Скирру, Эмилио Луссу, Энрико Берлингуэра и др. Бывший депутат от Независимых левых.

## Книги
- Sonetàula (1960)
- Baroni in laguna (1961)
- Vita di Antonio Gramsci (1966)
- Vita di Michele Schirru (1983)
- La società del malessere (1968)
- Il cavaliere dei Rossomori. Vida de Emiliu Lussu (1985)
- Vita di Enrico Berlinguer (1989)
- Il venditore. Storia di Silvio Berlusconi e della Fininvest (1995)